# Holland Historisch Tijdschrift
Holland Historisch Tijdschrift is een wetenschappelijk tijdschrift over de geschiedenis van Noord- en Zuid-Holland.
Het tijdschrift is een driemaandelijks periodiek van de Stichting Historisch Tijdschrift Holland. Het blad is opgericht in 1969. Voorlopers waren het Mededelingenblad van de Historisch Vereniging voor Zuid-Holland; het Contactblad. Regionale en locale geschiedenis Noord- en Zuid-Holland en Zuid-Holland.
Centraal uitgangspunt bij het tijdschrift is dat de geschiedenis van Holland wordt gekoppeld aan bovengewestelijke, nationale en internationale ontwikkelingen. Naast oorspronkelijk academisch werk plaatst het ook recensies en journalistieke bijdragen. Daarnaast kent het blad een scriptieprijs waar zowel bachelor- als masterstudenten naar kunnen meedingen. 